# Pandat
Il pandat (chiamato anche kamping, parang pandat, parang pandit o mandau tangkitn) è una particolare spada da guerra tipica del popolo Dayak del Borneo nordoccidentale. È utilizzato esclusivamente come arma da guerra e mai come strumento.

## Descrizione
Il pandat è dotato di una lama corta e pesante, ad un solo taglio, e di un'impugnatura in ferro. Non presenta una vera e propria guardia, ma un corto pezzo di ferro o di osso attraversa perpendicolarmente il manico. L'arma può essere impugnata ad una o due mani; la lama e il manico sono forgiati da un unico pezzo, e rispetto all'impugnatura la lama è inclinata di circa 25 gradi verso il lato tagliente. Il punto in cui la lama si inclina è situato tra essa e il manico. Sia il lato tagliente che il dorso della lama sono dritti e divergono facendo sì che la lama si allarghi all'estremità; non è presente una punta. La lama è lunga dai 55 ai 70 cm circa, mentre l'impugnatura può misurare anche 40 cm. Il fodero solitamente è in legno decorato con motivi tradizionali e può essere adornato con penne o ciuffi di peli o semplicemente dipinto di rosso.

## Impiego
Il pandat è usato solo come arma; colpi inferti verso il basso sono inefficaci a causa del bilanciamento dell'arma, che sottoporrebbe il polso ad uno sforzo elevato. L'arma è più bilanciata per infliggere colpi verso l'alto.